# Staw Krosno
Staw Krosno – niewielki zbiornik wodny w Warszawie, w dzielnicy Ursynów.

## Położenie
Staw leży po lewej stronie Wisły, w Warszawie, w dzielnicy Ursynów, w rejonie osiedla Jeziorki Północne, niedaleko ulic Gawota i Wędrowców. Razem ze stawem Kądziołeczka i Jeziorem Zabłockiego stanowi „pasmo jeziorek Pyrskich”.
Zgodnie z ustaleniami w ramach Programu Ochrony Środowiska dla m. st. Warszawy na lata 2009-2012 z uwzględnieniem perspektywy do 2016 r. staw położony jest na wysoczyźnie, zasilany jest stale wodami powierzchniowymi i ma charakter przepływowy. Powierzchnia stawu wynosi 0,48 ha, a jego pojemność retencyjna wynosi 3400 m³. Na terenie zbiornika wodnego znajduje się mała wyspa. Staw ma połączenie poprzez rowy melioracyjne z Kanałem Grabowskim i dalej z Jeziorem Grabowskim od północy, a także z Jeziorem Wingerta od południa.
Staw ten stanowi zbiornik retencyjny dla wód deszczowych spływających z osiedli Ludwinów i Grabówek.

## Przyroda
Zgodnie z badaniem z 2004 roku na terenie zbiornika wodnego i w jego okolicach stwierdzono występowanie kaczki krzyżówki.
Staw sukcesywnie wysycha w wyniku obniżania się lustra wód gruntowych, jest też zasypywany. Stanowi jedną z nielicznych pozostałości po zespole jezior wytopiskowych na Ursynowie. Władze dzielnicy Ursynów przeprowadziły rekultywację jeziora.
Zgodnie z Uchwałą Rady m.st. Warszawy z dnia 23 września 2010 r. w sprawie uchwalenia miejscowego planu zagospodarowania przestrzennego Zachodniego Pasma Pyrskiego w rejonie ulicy Krasnowolskiej nakazuje się ochronę stawu poprzez m.in. zakaz zasypywania, odprowadzania ścieków do stawu i nakaz rekultywacji, a także włączenia w ciągi zieleni parkowej.